# Eriopeltis stipae
Eriopeltis stipae är en insektsart som beskrevs av Ishii 1935. Eriopeltis stipae ingår i släktet Eriopeltis och familjen skålsköldlöss. Inga underarter finns listade i Catalogue of Life.